# Sophia desvoidyi
Sophia desvoidyi là một loài ruồi trong họ Tachinidae.